# 新芝路站
新芝路站位于中华人民共和国浙江省宁波市海曙区西门街道通途路与新芝路交叉口东侧，是宁波轨道交通6号线的地铁车站。车站计划于2027年启用。

## 车站形制
新芝路站位于海曙区西门街道通途路、新芝路口东侧。车站沿通途路东西向设置，为地下二层岛式车站，长267米，宽18.3米，总建筑面积为15303平方米。

## 出口
新芝路站设置4个出入口。